# (74317) 1998 UZ15
(74317) 1998 UZ15 – planetoida z pasa głównego asteroid okrążająca Słońce w ciągu 4,29 lat w średniej odległości 2,64 j.a. Odkryta 21 października 1998 roku.